# مارتین هولوارت
مارتین هولوارت (انگلیسی: Martin Höllwarth؛ زادهٔ ۱۳ آوریل ۱۹۷۴) اسکی‌باز پرش اهل اتریش است.